# عضلة طولانية علوية للسان
العضلة الطولانية العلوِية للسان Superior longitudinal muscle هي عضلة رقيقة تتكون من ألياف مائلة وطولانية. والعضلة مستبطنه للغشاء المخاطي لظهر اللسان.